# 鹳嘴翡翠
鹳嘴翡翠（学名：Pelargopsis capensis）为翠鸟科鹳嘴翡翠属的鸟类。该物种的模式产地在非洲好望角。其种加词“capensis”意为“南非开普省的/好望角的”。

## 保护
- 中国国家重点保护动物等级：二级

## 亚种
- 鹳嘴翡翠云南亚种（学名：Pelargopsis capensis burmanica）。在中国大陆，分布于云南等地。该物种的模式产地在缅甸。[3]